# Су-39
Су-39 — штурмовий літак, розроблений в кінці 80-х років ДКБ Сухого, призначений для застосування в будь-який час доби.

## Історія
У січні 1986 року за рішенням ВПК при Раді міністрів СРСР почалися роботи над всепогодною, здатної діяти в будь-який час доби, модифікацією Су-25Т, що отримала позначення Су-25ТМ (заводське — Т8ТМ). На нову машину передбачалася установка нової авіоніки і розширена номенклатура озброєнь. Від розроблюваної машини вимагалося надійне подолання ППО противника і ефективне застосування зброї в зоні знаходження цілі. А також можливість польоту на малій висоті з огинанням рельєфу місцевості.
На початку 90-х років два планера Су-25Т: Т8М-1 і Т8М-4 були переобладнані відповідно в Т8ТМ-1 і Т8ТМ-2. Перший політ на прототипі літака Т8ТМ-1 здійснив 4 лютого 1991 льотчик-випробувач ДКБ Сухого Анатолій Олександрович Іванов.
У 1993 році на авіаційному заводі в Улан-Уде було підготовлено оснащення для серійного виробництва літаків Т8ТМ (Су-25ТМ). А 15 серпня 1995 здійснив перший політ передсерійний літак Т8ТМ-3. З цього ж року машина отримала нову офіційну назву — Су-39.
У 1995 році в КБ «Авіаавтоматика» була розпочата розробка системи керування зброєю, яка отримала позначення СУО-39П. Льотні випробування нового обладнання в ДЛВЦ МО РФ (рос. ГЛИЦ МО) почалися 21 жовтня 1998 (машина Т8ТМ-4, перший політ 25 березня 1998).
В даний час випробування Су-39 тривають.
Існує проект доопрацювання Су-25Т до Су-25ТМ (Су-39).

## Опис
Літак Су-39 є подальшим розвитком спеціалізованого «протитанкового» варіанту штурмовика Су-25Т. Завдання боротьби з танками для Су-39 передбачається важливою, але не домінуючою, як у Су-25Т. Передбачається, що літак зможе ефективно знищувати кораблі в прибережних зонах, транспортну та фронтову авіацію противника. Суттєвою переробці піддалися комплекс озброєння і авіоніки літака.
Модернізований літак оснащується радіолокаційною станцією «Копье-25» в підвісному контейнері, що кардинально змінює його можливості. Зокрема, Су-39 здатний вести повноцінний повітряний бій, для чого в його арсенал ракет «повітря-повітря» були включені ракети Р-73, Р-27 і Р-77 з максимальними дальностями пуску 20/40, 65 / 80 і 80/110 км відповідно. Для знищення корабельних угруповань противника призначені протикорабельні Х-31А з дальністю пуску до 110 км. Боротьба з РЛС супротивника здійснюється протирадіолокаційних Х-25МПУ і Х-31П. Арсенал засобів штурму поповнився високоточним ракетним комплексом «Вихор».